# Levantamento de peso nos Jogos Pan-Americanos de 2015

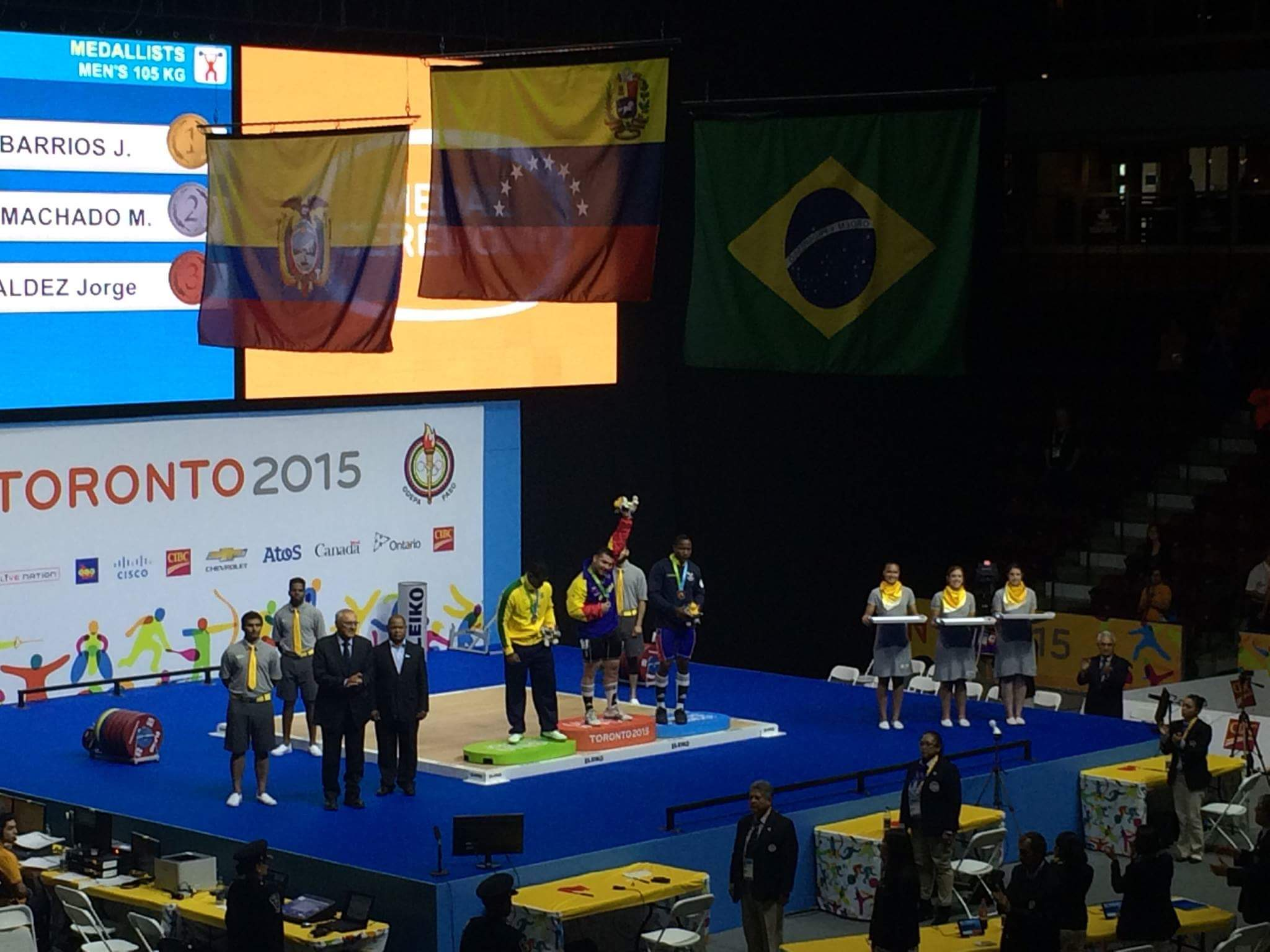
Entrega de medalhas na modalidade, categoria 105 kg

As competições de levantamento de peso ou halterofilismo nos Jogos Pan-Americanos de 2015 foram realizadas entre 11 e 15 de julho no Centro Esportivo Oshawa, em Oshawa. Um total de quinze categorias concederam medalhas, dividido em oito no masculino e sete no feminino de acordo com o peso.

## Calendário
| Julho          | 7 | 8 | 9 | 10 | 11 | 12 | 13 | 14 | 15 | 16 | 17 | 18 | 19 | 20 | 21 | 22 | 23 | 24 | 25 | 26 |
| -------------- | - | - | - | -- | -- | -- | -- | -- | -- | -- | -- | -- | -- | -- | -- | -- | -- | -- | -- | -- |
| Halterofilismo |   |   |   |    | 3  | 3  | 3  | 3  | 3  |    |    |    |    |    |    |    |    |    |    |    |

|  | Dia de competição |  | Dia de final |

## Medalhistas
Masculino
| Evento                  | Ouro                               | Prata                              | Bronze                                     |
| ----------------------- | ---------------------------------- | ---------------------------------- | ------------------------------------------ |
| Até 56 kg detalhes      | Habib de las Salas COL Colômbia    | Carlos Berna COL Colômbia          | Luis García Brito DOM República Dominicana |
| Até 62 kg detalhes      | Óscar Figueroa COL Colômbia        | Francisco Mosquera COL Colômbia    | Jesús López VEN Venezuela                  |
| Até 69 kg detalhes      | Luis Mosquera COL Colômbia         | Bredni Roque MEX México            | Francis Luna-Grenier CAN Canadá            |
| Até 77 kg detalhes      | Addriel Garcia Lao CUB Cuba        | Junior Sánchez VEN Venezuela       | Jhor Moreno COL Colômbia                   |
| Até 85 kg detalhes      | Yoelmis Hernández CUB Cuba         | Yadier Nuñez CUB Cuba              | Juan Francisco Ruiz COL Colômbia           |
| Até 94 kg detalhes      | Kendrick Farris USA Estados Unidos | Norik Vardanian USA Estados Unidos | Javier Vanega CUB Cuba                     |
| Até 105 kg detalhes     | Jesús González VEN Venezuela       | Mateus Machado BRA Brasil          | Jorge Arroyo ECU Equador                   |
| Mais de 105 kg detalhes | Fernando Reis BRA Brasil           | George Kobaladze CAN Canadá        | Fernando Salas ECU Equador                 |

Feminino
| Evento                 | Ouro                                     | Prata                           | Bronze                                      |
| ---------------------- | ---------------------------------------- | ------------------------------- | ------------------------------------------- |
| Até 48 kg detalhes     | Cándida Vásquez DOM República Dominicana | Ana Segura COL Colômbia         | Beatriz Pirón DOM República Dominicana      |
| Até 53 kg detalhes     | Rusmeris Villar COL Colômbia             | Genesis Rodríguez VEN Venezuela | Yafreysi Silvestre DOM República Dominicana |
| Até 58 kg detalhes     | Lina Rivas COL Colômbia                  | Yusleidy Figueroa VEN Venezuela | Quisia Guicho MEX México                    |
| Até 63 kg detalhes     | Mercedes Pérez COL Colômbia              | Marina Rodríguez CUB Cuba       | Bruna Piloto BRA Brasil                     |
| Até 69 kg detalhes     | Leidy Solís COL Colômbia                 | Neisi Dajomes ECU Equador       | Aremi Fuentes MEX México                    |
| Até 75 kg detalhes     | Ubaldina Valoyes COL Colômbia            | Fernanda Valdés CHI Chile       | Jaqueline Ferreira BRA Brasil               |
| Mais de 75 kg detalhes | Yaniuska Espinosa VEN Venezuela          | Naryury Pérez VEN Venezuela     | Seledina Nieve ECU Equador                  |

## Quadro de medalhas
| Ordem | País                     | Medalha de ouro | Medalha de prata | Medalha de bronze |    |
| ----- | ------------------------ | --------------- | ---------------- | ----------------- | -- |
| 1     | COL Colômbia             | 8               | 3                | 2                 | 13 |
| 2     | VEN Venezuela            | 2               | 4                | 1                 | 7  |
| 3     | CUB Cuba                 | 2               | 2                | 1                 | 5  |
| 4     | BRA Brasil               | 1               | 1                | 2                 | 4  |
| 5     | USA Estados Unidos       | 1               | 1                |                   | 2  |
| 6     | DOM República Dominicana | 1               |                  | 3                 | 4  |
| 7     | ECU Equador              |                 | 1                | 3                 | 4  |
| 8     | MEX México               |                 | 1                | 2                 | 3  |
| 9     | CAN Canadá               |                 | 1                | 1                 | 2  |
| 10    | CHI Chile                |                 | 1                |                   | 1  |
| TOTAL | TOTAL                    | 15              | 15               | 15                | 45 |